# Thăng Long (nhạc sĩ)
Thăng Long (1 tháng 8 năm 1936 – 29 tháng 3 năm 2008) là một nhạc sĩ nhạc vàng ở Sài Gòn trước năm 1975. Ông được biết đến nhiều qua hai sáng tác Quen nhau trên đường về và Nói với người tình.

## Cuộc đời
Ông tên thật là Nguyễn Văn Thành, sinh ngày 1 tháng 8 năm 1936 tại Hải Dương. Mẹ ông mất ngay lúc sinh ông. Không lâu sau, năm 15 tuổi thì cha mất, ông dẫn em trai lưu lạc vào Sài Gòn kiếm sống bằng cây đàn với một nhạc sĩ mù khác ở khu dân sinh. Trong thời gian này, ông đã sáng tác vài bài gửi cho các nhà phát hành nhạc nhưng không được chú ý.
Bài hát quen thuộc Quen nhau trên đường về được ông sáng tác năm 1963 dựa vào điệu nhạc một đám ma và hình ảnh một quân nhân trẻ từ biệt người yêu trên chuyến tàu ra miền Trung. Chính nhờ bài hát này mà hãng đĩa hát Sóng Nhạc ký độc quyền thâu âm các tác phẩm của ông. Đến hai năm sau (1965), nhiều nhạc phẩm của ông đã được tầng lớp khán giả bình dân Sài Gòn đón nhận nồng nhiệt như Gió khuya, Kiếp giang hồ, Rượu hồng chị bước sang ngang...
Thăng Long được nhạc sĩ Đức Nội mời làm trưởng ban nhạc "Hồ Gươm" phụ trách hằng tuần và từ 19 giờ tới 19 giờ 25 chiều thứ sáu trên làn sóng Đài Tiếng nói Quân đội với các giọng ca Minh Hiếu, Hà Thanh, Thanh Thúy, Hoàng Oanh, Thanh Tuyền, Phương Dung, Nhật Trường.
Sau sự kiện 30 tháng 4 năm 1975, ông ở lại Việt Nam. Năm 1988, ông xuôi xuống thị trấn Phú Lộc tỉnh Sóc Trăng sống bằng nghề sửa ô dù, bán vé số dạo, đời sống cực kỳ khó khăn, vất vả. Sau khi bị cướp mất tiền tác quyền của Trung tâm Asia và Trung tâm Thuý Nga gửi về, ông trở bệnh phổi nặng rồi qua đời ngày 29 tháng 3 năm 2008.

## Sáng tác
Nhạc sĩ Thăng Long sáng tác khoảng 60 ca khúc. Trong đó có hai bài Quen nhau trên đường về và Nói với người tình vẫn được yêu thích cho đến tận nay.
- Bỏ đi Tám
- Chạnh lòng[6]
- Chắp lại duyên ta
- Chị về em bước sang ngang[7]
- Chờ em trong đêm tàn[8]
- Chuyện hai đứa[9]
- Chuyến đò nên duyên[10]
- Chuyến đò ngang
- Cung đàn tha phương[11]
- Đêm đom đóm
- Đêm mưa Sài Gòn[12]
- Độc thoại
- Đưa em về quê ngoại
- Em đã nhận được thư anh
- Em đã quên tôi[13]
- Gặp lại người tình[14]
- Gió khuya
- Giọt mưa khuya[7]
- Giã biệt tình yêu
- Giã từ gác trọ
- Gởi một người[9]
- Khuya rồi em về đâu
- Kiếp giang hồ
- Lá thư ban đầu[15]
- Lá thư đầu năm
- Lịch sử Việt Nam 1, 2, 3
- Lênh đênh một con thuyền
- Mưa khuya
- Mưa về sáng
- Nén hương lòng[16]
- Nếu biết được lòng anh
- Nếu biết tình yêu[7]
- Người về từ đỉnh núi[17]
- Nói với người tình[9]
- Quãng đời ta còn lại[18]
- Quen nhau trên đường về[19]
- Rượu hồng chị bước sang ngang[20]
- Tình người ở lại[21]
- Tàn đêm vũ trường
- Thoáng một giấc mơ[6]
- Thương em chẳng ngại đường xa
- Trăng sáng xuống làng[22]
- Trở về gác trọ